# 马日事变
馬日事變是1927年5月21日（馬日）晚上發生於長沙的一場兵變。

## 背景
1923年1月26日孫中山與蘇聯副外長越飛發表聯合聲明後採聯俄容共政策，但此為蘇聯為了藉由國民黨來發展中共勢力之故，中共在國民黨內的分化最後產生了後來1925西山會議、1926中山艦事件、1926整理黨務案與1926聯席會議等一連串事件。
1926年7月北伐军攻克湖南长沙之后，被蘇聯共產黨控制的共產黨和国民党左派開始在湖南實行土地改革，进行阶级斗争和屠殺政策，消灭有产者，諸如長沙工商界鉅子金裕華、軍界聞人李佑文、以及素有文名久與章太炎齊名的葉德輝，李立三的父親（但亦有資料稱此為謠傳），都被開會公審加以罪名，予以就地槍決。（注：周作人在其《饭后随笔》中谈到叶德辉，说叶为皇帝选秀女，皮包不住胆，捷足先登，所辱秀女后来当了农会干部，叶自然不免一死。）
1927年4月，李佑文、叶德辉、俞诰庆等被革命法庭判处死的消息更是刺激了何键。被各地农运、赤卫队处决的地主中有一部分是北伐军官中家境较殷实者亲属，於是引起軍內極為不滿，北伐军向蒋提出抗议。当时长沙属于被鮑羅廷扶植的汪精卫武汉国民政府，尚未分共。

## 经过
1927年5月21日下午，国民革命军第三十五军第三十三团团长許克祥得到情报，称中国共产党计划在5月25日開始實行大烧杀，許遂于5月21日当晚发动“铲共行动”，指揮王東原、周榮光、李仲任、陶柳等人包圍封鎖中国国民党湖南省黨部、省特別法庭、共產黨黨部、總工會、農民協會等二十多處共黨機關，解除了工人糾察隊和農民自衛軍武裝，殺害左倾者，释放所有在押的地主，並宣布擁護蔣中正的南京國民政府，因当天的电报日期代码（即“韵目代日电码”）是“馬”字，后被称為「馬日事變」。
5月23日，許克祥等人組成“中國國民黨湖南救黨辦事處”，5月28日又組成“中國國民黨湖南救黨委員會”，引發部份縣市效仿類似之舉。5月29日，唐生智態度轉變，通電反共，同時表示擁汪反蒋立場不變。「馬日事變」實際上就是武漢分共的一個開端。事变发生后，唐生智回师湖南，欲治许克祥擅自行动之罪，许率军南逃投蒋。

## 部分被杀的共產黨員
- 陈昌甫（女，1905年6月－1927年6月6日）
- 田波扬（男，1901年6月－1927年6月6日）
- 陈觉（男，1903年－1929年）
- 赵云霄（女，1906年－1929年）
- 王希闵